# Tachyura walkeriana
Tachyura walkeriana é uma espécie de insetos coleópteros pertencente à família Carabidae.
A autoridade científica da espécie é Sharp, tendo sido descrita no ano de 1913.
Trata-se de uma espécie presente no território português.